# TR-85
TR-85 (Tanc Romanesc 1985) – rumuński czołg podstawowy opracowany w latach 1978–1985, wzorowany na radzieckim czołgu T-55.
Pojazd wyposażony jest w nową wieżę z armatą kalibru 100 mm, nowy system celowniczy, nowe zawieszenie oraz produkowany na licencji niemiecki silnik wysokoprężny o mocy 830 KM.

## Historia
Rumuńska Republika Ludowa pod rządami komunistycznego dyktatora Nicolae Ceaușescu starała się uzyskać możliwie dużą samodzielność w produkcji zbrojeniowej, w odróżnieniu od innych państw bloku wschodniego w mniejszym stopniu sięgając po licencje z ZSRR. W latach 70. przystąpiono do skonstruowania własnego czołgu, jedynie wzorowanego na standardowym czołgu Układu Warszawskiego T-55. W tym celu skopiowano na skutek szpiegostwa przemysłowego niemiecki silnik MTU MB 837/838 (być może przy niejawnej współpracy zachodnioniemieckiego przemysłu); próbowano też początkowo skopiować czołg Leopard 1, który jednak był już wtedy przestarzały.
Pierwszym modelem własnego czołgu miał być TR-77 (rum. Tanc Românesc 77 – czołg rumuński 77), oznaczany fabrycznie jako P-124. Wieża czołgu miała kształt podobny do T-55, lecz grubszy pancerz staliwny o grubości do 350 mm, stąd miała większą objętość. Pogrubiono też pancerz przedni kadłuba, tworząc go z dwóch warstw 100 mm i 80 mm. Z powodu zwiększenia masy i wymiarów przedziału silnikowego, wydłużono kadłub, dodając szóstą parę kół (o mniejszej średnicy w stosunku do T-55). Zastosowano własną armatę A-308, opracowaną w zakładach Rešiţa na bazie radzieckiej armaty D-10T kalibru 100 mm czołgu T-55, różniącą się przede wszystkim lufą krótszą o 72 cm. W 1976 roku wyprodukowano 11 czołgów TR-77 serii próbnej z silnikami MTU, lecz opanowanie produkcji kopii silnika MTU zajęło kilka lat, wobec czego najpierw zdecydowano wdrożyć prostszy model przejściowy czołgu z radzieckim silnikiem W-55 (jak w T-55).
Uproszczony model czołgu oznaczono TR-77-580, a skrótowo znany był jako TR-580. Wykorzystywał silnik W-55 o mocy 580 KM (stąd oznaczenie czołgu). W styczniu 1979 roku powstał jego prototyp, a następnie serie próbne. Od 1981 roku uruchomiono na nowej linii w zakładach w Bukareszcie produkcję seryjną. Do 1985 roku wyprodukowano 405 tych czołgów. Była to konstrukcja uważana za przejściową, a z powodu większej masy od T-55 (46 ton), miała gorszy stosunek mocy do masy (12,6 KM/t). Problemy początkowo stwarzało opanowanie odlewania wież, według technologii uzyskanej z Chin, gdyż odlewy były niskiej jakości i miały bąble powietrzne. Dopiero dzięki współpracy ze Szwecją udało się opanować produkcję odlewanych wież dobrej jakości.
Docelowym modelem czołgu stał się TR-85 (pełne oznaczenie: TR-85-800, oznaczenie fabryczne P-124-800). Zastosowano w nim niemiecki silnik skopiowany w Rumunii jako 8VS-2AT2 o mocy 830 KM. Dzięki współpracy ze Szwecją opracowano system kierowania ogniem Ciclop (bazujący na rozwiązaniach z niszczyciela czołgów Ikv 91). Produkcję czołgu rozpoczęto w 1985 roku. Do 1990 roku wyprodukowano 632 sztuki.
W 1994 roku rozpoczęto modernizację czołgów do wersji TR-85M1, różniącej się m.in. nową odlewaną wieżą z niszą a tyłu.